# N-Gage
N-Gage – urządzenie wyprodukowane przez fińskie przedsiębiorstwo Nokia, mogące pełnić rolę telefonu komórkowego i przenośnej konsoli do gier (tzw. konsolofon). Wyposażone jest ono w procesor ARM9 o częstotliwości taktowania 104 MHz, system Symbian 6.1 oraz wyświetlacz o rozdzielczości 176×208 pikseli mogący wyświetlić 4096 kolorów. N-Gage powstał na bazie telefonu Nokia 7650/3650; w zależności od modelu (Classic/QD) telefon jest odpowiednio trój- i dwuzakresowy. 

## Porównanie modeli Classic i QD
| Model                                    | Classic                                                                  | QD                                                                      |
| ---------------------------------------- | ------------------------------------------------------------------------ | ----------------------------------------------------------------------- |
| Rok premiery                             | 2003                                                                     | 2005                                                                    |
| Podświetlenie wyświetlacza               | zewnętrzne (ciemniejsze)                                                 | wewnętrzne (wydajniejsze)                                               |
| Odtwarzacz Mp3                           | wbudowany (stereo, dobra jakość)                                         | tylko w postaci dodatkowego oprogramowania (mono, słaba jakość dźwięku) |
| Radio                                    | tak (zapis do 19 stacji, brak RDS)                                       | brak                                                                    |
| Procesor                                 | 104 MHz (z możliwością zwiększenia częstotliwości taktowania do 133 MHz) | 104 MHz                                                                 |
| Rozmiar (wys. x szer. x grub.)           | 133,70 × 69,70 x 20,20 mm                                                | 118,00 × 68,00 x 22,00 mm                                               |
| Metoda prowadzenia rozmów                | Side Talking                                                             | normalnie                                                               |
| Bateria                                  | BL-5C 1020 mAh                                                           | BL-6C 1150 mAh                                                          |
| Metoda wymiany kart z grami              | tylko po wyciągnięciu baterii                                            | Hot Swap (podczas pracy urządzenia)                                     |
| Maksymalna liczba podłączonych słuchawek | 1                                                                        | 1                                                                       |

## Cechy urządzenia
Na rynku pojawiły się dwa modele konsoli: N-Gage Classic oraz N-Gage QD. Pomimo iż wersja QD została wypuszczony na rynek dwa lata później, była okrojona w stosunku do pierwowzoru. Jest węższa od poprzednika o 48 mm oraz niższa o 66 mm, ale nie posiada złącza mini USB, została pozbawiona radia i możliwości słuchania MP3. Obie konsole różnią się również paletą barw wyświetlacza.
Oba modele urządzenia są wyposażone w gniazdo kart MMC, co umożliwia rozszerzenie pamięci do 2 GB. Oprócz tego N-Gage ma również możliwość odtwarzania filmów w formacie 3gp (a także mp4 i avi, po uprzednim wgraniu odpowiedniego oprogramowania oraz kodeków).
Obie wersje posiadają GPRS i Bluetooth. Umożliwia to grę bezprzewodową w gry wieloosobowe.

## Specyfikacja

### N-Gage Classic
- masa: 137 g (z baterią standardową)
- wymiary: 133,7×69,7×20,2 mm, 139 cm³
- podświetlany, kolorowy wyświetlacz graficzny rozdzielczość (176×208 pikseli)
- cyfrowy odtwarzacz muzyczny
- stereofoniczne radio UKF
- poczta elektroniczna (protokoły IMAP4, POP3, SMTP, MIME2)
- transmisja danych HSCSD, transmisja GPRS klasy 6 (2+2, 3+1, klasa B)
- bezprzewodowa technologia Bluetooth
- SyncML
- 3,4 MB pamięci wewnętrznej + zewnętrzne karty pamięci (maks. 2 GB)
- sieci GSM 900/1800/1900, automatyczna zmiana zakresu częstotliwości

### N-Gage QD
- masa: 143 g (z baterią)
- wymiary: 118×68×22 mm, 123 cm³
- gniazdo wymiany kart MMC „na gorąco”
- podświetlany wyświetlacz o wysokim kontraście z paletą 4096 kolorów (rozdzielczość 176×208 pikseli)
- pełne funkcje poczty elektronicznej (IMAP4, POP3, SMTP, MIME2)
- wiadomości multimedialne MMS
- wiadomości błyskawiczne (czat)
- transmisja danych HSCSD, transmisja GPRS klasy 6 (2+2, 3+1, klasa B)
- bezprzewodowa technologia Bluetooth
- SyncML
- 3,4 MB pamięci wewnętrznej + zewnętrzne karty pamięci
- sieci GSM 900/GSM 1800, automatyczna zmiana zakresu częstotliwości

## Możliwości
Dzięki zastosowaniu systemu Symbian możliwe jest używanie komunikatorów internetowych (Gadu-Gadu, Tlen itp).
N-Gage pozwala także na odtwarzanie filmów zapisanych w formacie avi programem SmartMovie, korzystanie ze słowników językowych dzięki programowi Xlator, przeprowadzanie zaawansowanych obliczeń w programie BestCalc, sterowanie odtwarzaczem Winamp przez Bluetooth (Bemused), odtwarzanie mp3 (ultraMP3, MP3player, MP3go), czytanie dokumentów tekstowych i elektronicznych książek (handy book).
Możliwe jest surfowanie po internecie za pośrednictwem komputera (gnubox i net front lub opera).

## Odbiór rynkowy
N-Gage nie odniósł sukcesu komercyjnego. Do maja 2004 roku, sprzedano 600 tysięcy sztuk pierwszego modelu (z czego 3 tysiące w Polsce), całkowita sprzedaż wyniosła 3 miliony egzemplarzy. Przyczyną porażki urządzenia było wiele nieprzemyślanych elementów telefonu-konsoli, takich jak konieczność trzymania telefonu bokiem w trakcie rozmowy, pionowy i niepasujący do mobilnych gier wyświetlacz, wtyk słuchawkowy 2,5 mm, konieczność wyjmowania baterii dla wymiany kartridża z grą, niewygodne sterowanie, bardzo wysoka cena oraz niewielka liczba gier. W efekcie N-Gage trafił na 8. miejsce w rankingu najgorszych konsol, stworzonym przez PC World. W czasie swojej obecności na rynku, polski kanał Hyper emitował program poświęcony konsoli o nazwie Arena N Gage.